# Tiomilaskogen

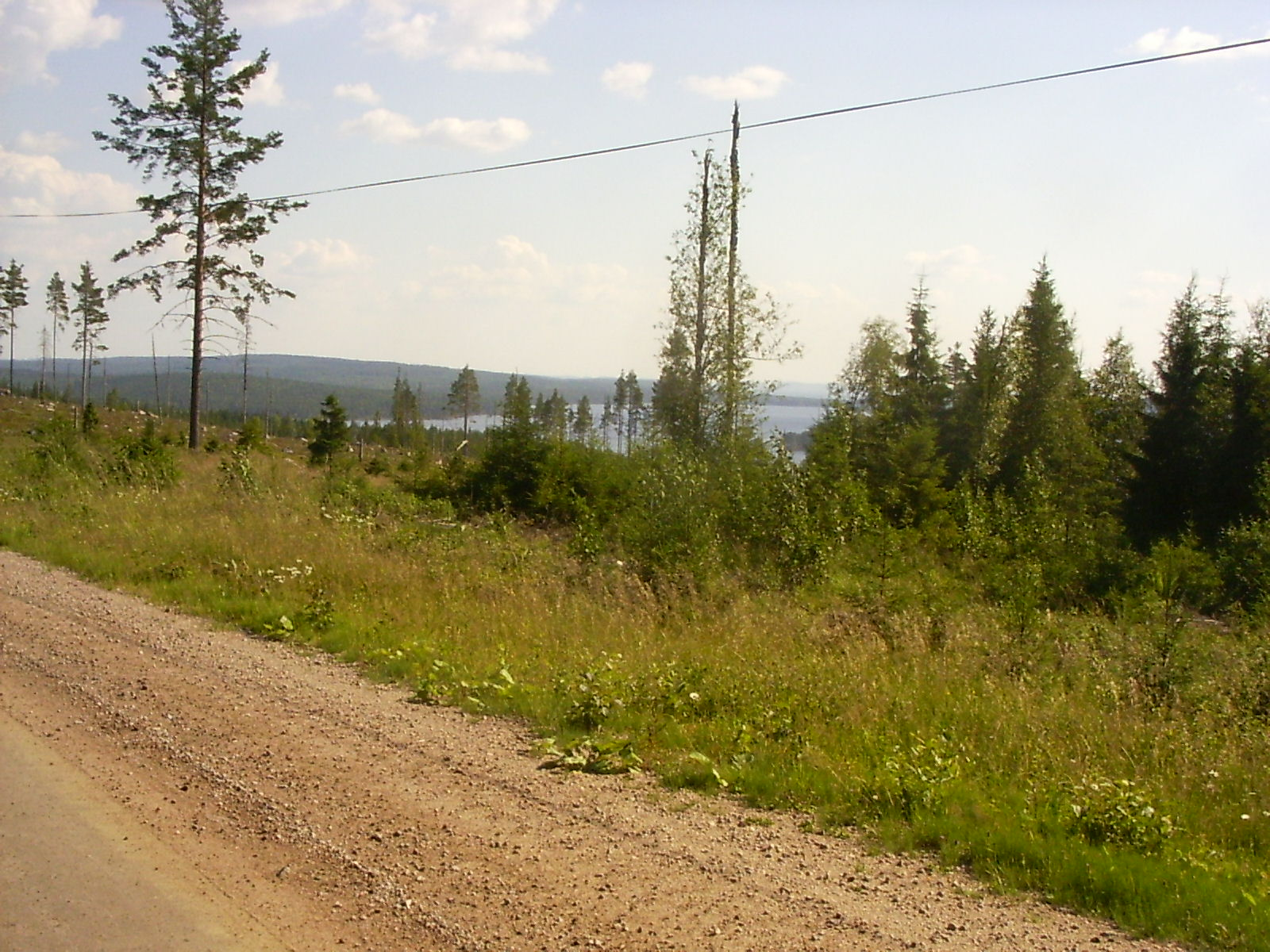
Uitzicht op het meer Naren, onderdeel van de Uvån.

Tiomilaskogen is een uitgestrekt bosgebied in Zweden op de grens tussen de landschappen Dalarna en Värmland. De bossen worden ook wel de zuidelijkste wildernis van het land genoemd. Het gebied is een typisch voorbeeld van een Finnskog. 
Het gebied heeft een oppervlakte van ongeveer 210.000 hectare en wordt grofweg begrensd door de Klarälven in het westen, de weg E45 in het noorden, de Västerdalälven en Riksväg 26 in het oosten en Länsväg 245 in het zuiden. Het gebied is grotendeels onbewoond, de grootste dorpen in het gebied zijn Gustavsfors (109 inwoners) en Tyngsjö (30 inwoners).
In het gebied leeft een gezonde populatie wolven.